# Ida Ou Aazza
Ida Ou Aazza  (in arabo ايذا وعزا‎?) è un centro abitato e comune rurale del Marocco situato nella provincia di Essaouira, regione di Marrakech-Safi. Conta una popolazione di 7 923 abitanti (censimento 2014).